# Estado de Rivers
Ríos (Rivers) es uno de los 36 estados de Nigeria. Su capital es Port Harcourt. Está limitado al sur por el océano Atlántico, al norte por los estados de Anambra, de Imo y de Abia, al este por el de Akwa Ibom y al oeste por los estados de Bayelsa y de Delta.

## Localidades con población en marzo de 2016
- Abua-Odual 396,800
- Ahoada East 233,700
- Ahoada West 350,200
- Akuku Toru 226,300
- Andoni 306,200
- Asari-Toru 308,800
- Bonny 302,000
- Degema 350,500
- Eleme 267,200
- Emuoha 282,500
- Etche 351,200
- Gokana 328,500
- Ikwerre 265,400
- Khana 411,500
- Obio/Akpor 649,600
- Ogba-Egbema-Ndoni 398,000
- Ogu-Bolo 105,800
- Okrika 312,300
- Omumma 141,000
- Opobo-Nkoro 214,700
- Oyigbo 176,100
- Port-Harcourt 756,600
- Tai 169,000

La parte sur del estado de Ríos está formada por selva tropical; hacia la costa el ambiente típico, debido al delta del Níger, es de pantanos de mangle.
Ríos formó parte del protectorado británico Oil Rvers desde 1885 hasta 1893, cuando pasó a formar parte del protectorado de Costa de Niger. En 1900 la región fue anexionada con los territorios de la Royal Niger Company para formar la colonia de Nigeria Meridional.
El estado fue constituido en 1967 con la división de la Región Este de Nigeria. Consiguió en 1976 las ciudades de Ughelli, del antiguo estado de Bendel y Opobo de Cross River.
Hasta 1996 Ríos contenía el área que ahora forma estado de Bayelsa.